# 林景元 (政治人物)
林景元（1925年10月19日—2022年10月24日），出生於台灣高雄縣，是一位長期參加高雄地區政治選舉的無黨籍人物。至2010年為止，他已參選過高雄縣議員、高雄市議員、立法委員、台灣省議員、國民大會代表，以及鳳山市市長和高雄縣縣長，一共27次選舉。其中除了曾選上第5屆及第6屆高雄縣議會議員，以及一次因選舉發表「違反反共抗俄國策」而被判決當選無效外，其餘皆落選；曾提出興建水庫、發放敬老津貼等政見。
1995年，林景元創立高雄地區地下電台「希望之聲」，一人分飾多角，早期一天播出13小時中他就自己主持10小時、其他時間則放錄音帶，內容是針對高雄水質改善問題的看法。
林景元原本宣布參加2010年縣市合併後的首次高雄市市長選舉，但最後因籌不出保證金新台幣200萬元而放棄。
2014年9月6日，林景元獨自登記參選高雄市議員，提出慣有的政見如興建水庫、發放敬老津貼等，他說，他已經90歲但身體很好，「堅持參選是為了替歷史做見證」。
林景元在2015年時登記參選高雄市第7選區的2016年立委選舉，最後以1,912票落選。

## 縣議員當選無效
1973年3月，林景元在競選第八屆高雄縣議員時發表「今天我要檢討，中國國民黨，到底救了國沒有？聯合國中一百多國現在與我維持邦交者有多少？那麼我們也能莊敬自強，處變不驚嗎？」、「縣市長、省議員、地方的議員，說要提名，我不同意，怎麼說呢？這些人，一旦提名，就被牽着鼻子，不敢說話」、「現在說廿億補助農村，每個農民一人不到一百元，好像乞丐補助，吃不到一禮拜，吃完再討」、「像這種場面之反攻，那裏有辦法」等言論，遭高雄縣選舉監察小組報請臺灣省縣市公職人員選舉罷免監察委員會，控告其違背《台灣省妨害選舉罷免取締辦法》第23條等選舉法規，訴請當選無效。
臺灣高雄地方法院民事庭將言詞辯論庭訂於同年5月10日上午，林景元主張當時正值縣議會開會期間，向法院聲請展期辯論，但法院援引最高法院28年上字第1574號判例，認為被告縱無法親自到場辯論亦得委任代理人到場，而且縣議員開會亦非被告得依民事訴訟法第386條第2款拒絕原告聲請一造辯論之理由，因此法院於5月10日准許原告為一造辯論，並隨即宣判林景元當選無效確定。

## 家庭
林景元育有五子。長子林應專曾於1980年增額國大代表選舉當選高雄縣國大代表，三子林應然為小兒科醫師，四子林應華曾擔任臺灣高等檢察署高雄檢察分署檢察官。

## 選舉紀錄
| 年度 | 選舉屆數                     | 選舉區           | 所屬政黨   | 得票數                 | 得票率                 | 當選標記               | 備註     |
| ---- | ---------------------------- | ---------------- | ---------- | ---------------------- | ---------------------- | ---------------------- | -------- |
| 1961 | 第五屆高雄縣議員選舉         | 高雄縣第一選舉區 | 無黨籍     | 3,893                  | 9.74%                  |                        | [ 20 ]   |
| 1963 | 第三屆臺灣省議員選舉         | 高雄縣選舉區     | 無黨籍     | 11,565                 | 5.47%                  |                        | [ 21 ]   |
| 1964 | 第六屆高雄縣議員選舉         | 高雄縣第一選舉區 | 無黨籍     | 3,194                  | 6.97%                  |                        | [ 22 ]   |
| 1972 | 第一屆立法委員第一次增額選舉 | 臺灣省第五選舉區 | 無黨籍     | 學歷資格不合，不准登記 | 學歷資格不合，不准登記 | 學歷資格不合，不准登記 | [ 6 ]    |
| 1973 | 第八屆高雄縣議員選舉         | 高雄縣第一選舉區 | 無黨籍     | 4,712                  |                        |                        | 當選無效 |
| 1975 | 第一屆立法委員第二次增額選舉 | 臺灣省第五選舉區 | 無黨籍     | 學歷資格不合，不准登記 | 學歷資格不合，不准登記 | 學歷資格不合，不准登記 | [ 5 ]    |
| 1981 | 第七屆臺灣省議員選舉         | 高雄縣選舉區     | 無黨籍     | 26,478                 | 6.30%                  |                        |          |
| 1985 | 第二屆高雄市議員選舉         | 高雄市第四選舉區 | 無黨籍     | 1,288                  | 2.46%                  |                        |          |
| 1989 | 第三屆高雄市議員選舉         | 高雄市第四選舉區 | 民主進步黨 | 3,294                  | 5.79%                  |                        |          |
| 1994 | 第四屆高雄市議員選舉         | 高雄市第四選舉區 | 無黨籍     | 794                    | 1.36%                  |                        |          |
| 1995 | 第三屆立法委員選舉           | 高雄市第二選舉區 | 無黨籍     | 1,454                  | 0.49%                  |                        |          |
| 1996 | 第三屆國民大會代表選舉       | 高雄市第二選舉區 | 無黨籍     | 5,779                  | 1.81%                  |                        |          |
| 1997 | 第十三屆高雄縣縣長選舉       | 高雄縣           | 無黨籍     | 8,201                  | 1.56%                  |                        |          |
| 1998 | 第十四屆高雄縣議員選舉       | 高雄縣第一選舉區 | 無黨籍     | 1,091                  | 0.88%                  |                        |          |
| 1998 | 第四屆立法委員選舉           | 高雄市第二選舉區 | 無黨籍     | 4,146                  | 1.18%                  |                        |          |
| 2001 | 第五屆立法委員選舉           | 高雄市第二選舉區 | 無黨籍     | 1,363                  | 0.45%                  |                        |          |
| 2002 | 第六屆高雄市議員選舉         | 高雄市第四選舉區 | 無黨籍     | 1,268                  | 0.82%                  |                        |          |
| 2004 | 第六屆立法委員選舉           | 高雄市第二選舉區 | 無黨籍     | 1,060                  | 0.39%                  |                        |          |
| 2005 | 第十六屆高雄縣議員選舉       | 高雄縣第一選舉區 | 無黨籍     | 1,493                  | 1.05%                  |                        |          |
| 2006 | 第四屆高雄市市長選舉         | 高雄市           | 無黨籍     | 1,803                  | 0.23%                  |                        |          |
| 2008 | 第七屆立法委員選舉           | 高雄市第四選舉區 | 無黨籍     | 1,626                  | 1.12%                  |                        |          |
| 2012 | 第八屆立法委員選舉           | 高雄市第八選舉區 | 無黨籍     | 2,370                  | 1.18%                  |                        |          |
| 2014 | 第二屆高雄市議員選舉         | 高雄市第九選舉區 | 無黨籍     | 807                    | 0.46%                  |                        |          |
| 2016 | 第九屆立法委員選舉           | 高雄市第七選舉區 | 無黨籍     | 1,912                  | 1.19%                  |                        |          |